# 1. florbalová liga mužů 2007/2008
1. florbalová liga mužů 2007/2008 byla 15. ročníkem druhé nejvyšší mužské florbalové soutěže v Česku.
Základní část soutěže hrálo 12 týmů systémem dvakrát každý s každým. Do play-off postoupilo prvních osm týmů. Play-down hrály poslední čtyři týmy.
Vítězem ročníku se stal tým TJ VHS Znojmo po porážce týmu AC Sparta Praha ve finále. Znojmo tak po poprvé postoupilo do Extraligy, kde nahradilo sestupující tým EVVA FBŠ Bohemians.
1. liga měla v této sezóně čtyři nové účastníky. Po prohře v extraligovém play-down v předchozím ročníku sestoupil do 1. ligy tým TJ Sokol Královské Vinohrady. Naopak z play-up 2. ligy v minulé sezóně postoupily týmy Spartak Pelhřimov, FBC Kladno a 1. MVIL Hrabová. Všechny tři týmy postoupily do 1. ligy poprvé a všechny se v lize udržely. Spartak a Kladno dokonce postoupily do play-off, Spartak až do semifinále.
V play-down svoji prvoligovou účast neudržely týmy TJ MEZ Vsetín, FTS Florbal Náchod a FBŠ ASICS Jihlava. Vsetín sestoupil po čtyřech sezónách v lize, Náchod po dvou a Jihlava po pěti. Sestupující týmy byly následující sezóně nahrazeny týmy FBC DDM Kadaň, Sokol Erupting Dragons H. Brod a Atlas ČKD Blansko, které postoupily z play-up 2. ligy. Kadaň se do 1. ligy vrátila po jedné sezóně v nižší soutěži, Brod po dvou a Blansko postoupilo poprvé.

## Základní část
| Poř. | Tým                          | Záp. | Výh. | Rem. | Pro. | Branky    | Body |
| ---- | ---------------------------- | ---- | ---- | ---- | ---- | --------- | ---- |
| 1.   | TJ VHS Znojmo                | 22   | 18   | 3/0  | 1    | 152 : 841 | 57   |
| 2.   | TJ Sokol Královské Vinohrady | 22   | 13   | 4/1  | 5    | 139 : 971 | 44   |
| 3.   | Paskov Saurians              | 22   | 12   | 4/2  | 6    | 123 : 106 | 42   |
| 4.   | AC Sparta Praha              | 22   | 13   | 2/1  | 7    | 151 : 108 | 42   |
| 5.   | SK Bivoj Litvínov            | 22   | 12   | 3/2  | 7    | 133 : 110 | 41   |
| 6.   | Spartak Pelhřimov            | 22   | 12   | 3/0  | 7    | 132 : 105 | 39   |
| 7.   | FBC Vikings Kopřivnice       | 22   | 8    | 5/3  | 9    | 126 : 111 | 32   |
| 8.   | FBC Kladno                   | 22   | 10   | 0/0  | 12   | 157 : 156 | 30   |
| 9.   | 1. MVIL Hrabová              | 22   | 6    | 4/1  | 12   | 125 : 173 | 23   |
| 10.  | FTS Florbal Náchod           | 22   | 5    | 2/0  | 15   | 196 : 132 | 17   |
| 11.  | FBŠ ASICS Jihlava            | 22   | 3    | 4/1  | 15   | 109 : 151 | 14   |
| 12.  | TJ MEZ Vsetín                | 22   | 2    | 2/0  | 18   | 181 : 191 | 8    |

O pořadí na 3. a 4. místě rozhodla vzájemná utkání týmů Paskov Saurians a AC Sparta Praha.

## Play off
Jednotlivá kola play-off se hrála na tři vítězné zápasy.

### Pavouk
|  | Čtvrtfinále (na zápasy)      | Čtvrtfinále (na zápasy) |                              |   | Semifinále (na zápasy) | Semifinále (na zápasy) |  |  | Finále (na zápasy) | Finále (na zápasy) |
|  |                              |                         |                              |   |                        |                        |  |  |                    |                    |
|  |                              |                         |                              |   |                        |                        |  |  |                    |                    |
|  | TJ VHS Znojmo                | 3                       |                              |   |                        |                        |  |  |                    |                    |
|  | TJ VHS Znojmo                | 3                       |                              |   |                        |                        |  |  |                    |                    |
|  | FBC Kladno                   | 1                       |                              |   |                        |                        |  |  |                    |                    |
|  | FBC Kladno                   | 1                       | TJ VHS Znojmo                | 3 |                        |                        |  |  |                    |                    |
|  |                              |                         | TJ VHS Znojmo                | 3 |                        |                        |  |  |                    |                    |
|  |                              | Spartak Pelhřimov       | 0                            |   |                        |                        |  |  |                    |                    |
|  | TJ Sokol Královské Vinohrady | Spartak Pelhřimov       | 0                            | 3 |                        |                        |  |  |                    |                    |
|  | TJ Sokol Královské Vinohrady |                         |                              | 3 |                        |                        |  |  |                    |                    |
|  | FBC Vikings Kopřivnice       | 1                       |                              |   |                        |                        |  |  |                    |                    |
|  | FBC Vikings Kopřivnice       | 1                       | TJ VHS Znojmo                | 3 |                        |                        |  |  |                    |                    |
|  |                              |                         | TJ VHS Znojmo                | 3 |                        |                        |  |  |                    |                    |
|  |                              | AC Sparta Praha         | 1                            |   |                        |                        |  |  |                    |                    |
|  | Paskov Saurians              | AC Sparta Praha         | 1                            | 1 |                        |                        |  |  |                    |                    |
|  | Paskov Saurians              |                         |                              | 1 |                        |                        |  |  |                    |                    |
|  | Spartak Pelhřimov            | 3                       |                              |   |                        |                        |  |  |                    |                    |
|  | Spartak Pelhřimov            | 3                       | TJ Sokol Královské Vinohrady | 2 |                        |                        |  |  |                    |                    |
|  |                              |                         | TJ Sokol Královské Vinohrady | 2 |                        |                        |  |  |                    |                    |
|  |                              | AC Sparta Praha         | 3                            |   |                        |                        |  |  |                    |                    |
|  | AC Sparta Praha              | AC Sparta Praha         | 3                            | 3 |                        |                        |  |  |                    |                    |
|  | AC Sparta Praha              |                         |                              | 3 |                        |                        |  |  |                    |                    |
|  | SK Bivoj Litvínov            | 2                       |                              |   |                        |                        |  |  |                    |                    |
|  | SK Bivoj Litvínov            | 2                       |                              |   |                        |                        |  |  |                    |                    |

### Čtvrtfinále
TJ VHS Znojmo – FBC Kladno 3 : 1 na zápasy
- Znojmo – Kladno 3 : 41 (1:0, 1:2, 1:2)
- Znojmo – Kladno 9 : 41 (6:2, 1:1, 2:1)
- Kladno – Znojmo 4 : 61 (2:2, 1:1, 1:3)
- Kladno – Znojmo 4 : 15 (0:3, 2:5, 2:7)

TJ Sokol Královské Vinohrady – FBC Vikings Kopřivnice 3 : 1 na zápasy
- Vinohrady – Kopřivnice 5 : 3 (2:1, 2:1, 1:1)
- Vinohrady – Kopřivnice 4 : 3 (0:0, 2:2, 2:1)
- Kopřivnice – Vinohrady 7 : 6 (2:1, 3:2, 2:3)
- Kopřivnice – Vinohrady 3 : 4p (2:1, 1:0, 0:2, 0:1)

Paskov Saurians – Spartak Pelhřimov 1 : 3 na zápasy
- Paskov – Pelhřimov 6 : 8 (1:1, 3:5, 2:2)
- Paskov – Pelhřimov 8 : 4 (1:1, 4:1, 3:2)
- Pelhřimov – Paskov 6 : 4 (4:0, 1:3, 1:1)
- Pelhřimov – Paskov 6 : 5p (1:0, 4:2, 0:3, 1:0)

AC Sparta Praha – SK Bivoj Litvínov 3 : 2 na zápasy
- Sparta – Litvínov 6 : 8 (2:2, 3:1, 1:5)
- Sparta – Litvínov 8 : 4 (3:2, 1:0, 4:2)
- Litvínov – Sparta 5 : 2 (0:2, 1:0, 4:0)
- Litvínov – Sparta 4 : 6 (1:2, 0:3, 3:1)
- Sparta – Litvínov 4 : 3 (0:2, 1:0, 3:1)

### Semifinále
TJ VHS Znojmo – Spartak Pelhřimov 3 : 0 na zápasy
- Znojmo – Pelhřimov 5 : 4p (1:1, 2:0, 1:3, 1:0)
- Znojmo – Pelhřimov 4 : 0 (2:0, 1:0, 1:0)
- Pelhřimov – Znojmo 2 : 5 (1:2, 0:2, 1:1)

TJ Sokol Královské Vinohrady – AC Sparta Praha 2 : 3 na zápasy
- Vinohrady – Sparta 4 : 3p (1:2, 1:0, 1:1, 1:0)
- Vinohrady – Sparta 4 : 3
- Sparta – Vinohrady 8 : 3 (3:1, 2:0, 3:2)

### Finále
TJ VHS Znojmo – AC Sparta Praha 3 : 1 na zápasy
- Znojmo – Sparta 3 : 5 (2:1, 0:2, 1:2)
- Znojmo – Sparta 6 : 4 (1:1, 1:0, 4:3)
- Sparta – Znojmo 4 : 5 (1:1, 3:2, 0:2)
- Sparta – Znojmo 6 : 7 (3:5, 2:0, 1:2)

### Baráž
Poražený finalista, tým AC Sparta Praha, vyhrál v extraligové baráži proti týmu M&M Reality Sokol Pardubice a postoupil.

## Play-down
První kolo play-down hrály 9. s 12. a 10. s 11. týmem po základní části. Jednotlivá kola play-down se hrála na tři vítězné zápasy.
Poražení z prvního kola sestoupili do 2. ligy. Vítězové hráli proti sobě ve druhém kole. Vítěz druhého kola zůstal v 1. lize, poražený sestoupil do 2. ligy.

### Pavouk
|  | 1. kolo (na zápasy) | 1. kolo (na zápasy) |                 |   | 2. kolo (na zápasy) | 2. kolo (na zápasy) |
|  |                     |                     |                 |   |                     |                     |
|  |                     |                     |                 |   |                     |                     |
|  | 1. MVIL Hrabová     | 3                   |                 |   |                     |                     |
|  | 1. MVIL Hrabová     | 3                   |                 |   |                     |                     |
|  | TJ MEZ Vsetín       | 1                   |                 |   |                     |                     |
|  | TJ MEZ Vsetín       | 1                   | 1. MVIL Hrabová | 3 |                     |                     |
|  |                     |                     | 1. MVIL Hrabová | 3 |                     |                     |
|  |                     | FBŠ ASICS Jihlava   | 0               |   |                     |                     |
|  | FTS Florbal Náchod  | FBŠ ASICS Jihlava   | 0               | 1 |                     |                     |
|  | FTS Florbal Náchod  |                     |                 | 1 |                     |                     |
|  | FBŠ ASICS Jihlava   | 3                   |                 |   |                     |                     |

### 1. kolo
1. MVIL Hrabová – TJ MEZ Vsetín 3 : 1 na zápasy
- 1. MVIL – Vsetín 8 : 3 (4:1, 2:2, 2:0)
- 1. MVIL – Vsetín 5 : 3 (1:0, 2:2, 2:1)
- Vsetín – 1. MVIL 8 : 4 (2:2, 2:2, 4:0)
- Vsetín – 1. MVIL 3 : 6 (1:0, 1:3, 1:3)

FTS Florbal Náchod – FBŠ ASICS Jihlava 1 : 3 na zápasy
- Náchod – Jihlava 15 : 6 (3:2, 0:2, 2:2)
- Náchod – Jihlava 17 : 8 p (3:3, 1:3, 3:1, 0:1)
- Jihlava – Náchod 15 : 6 (4:2, 0:4, 1:0)
- Jihlava – Náchod 14 : 5 (3:3, 5:2, 6:0)

### 2. kolo
1. MVIL Hrabová – FBŠ ASICS Jihlava 3 : 0 na zápasy
- 1. MVIL – Jihlava 15 : 4 (1:2, 2:0, 2:2)
- 1. MVIL – Jihlava 17 : 6 (1:1, 2:0, 4:5)
- Jihlava – 1. MVIL 10 : 4 (4:2, 4:1, 2:1)
- Jihlava – 1. MVIL 15 : 6pp (1:2, 1:3, 3:0, 0:0)

## Konečné pořadí
| Pořadí           | Tým                          |
| ---------------- | ---------------------------- |
| Zlatá medaile    | TJ VHS Znojmo                |
| Stříbrná medaile | AC Sparta Praha              |
| Bronzová medaile | TJ Sokol Královské Vinohrady |
| 4.               | Spartak Pelhřimov            |
| 5.               | SK Bivoj Litvínov            |
| 6.               | Paskov Saurians              |
| 7.               | FBC Vikings Kopřivnice       |
| 8.               | FBC Kladno                   |
| 9.               | 1. MVIL Hrabová              |
| 10.              | FBŠ ASICS Jihlava            |
| 11.              | FTS Florbal Náchod           |
| 12.              | TJ MEZ Vsetín                |